# Knot

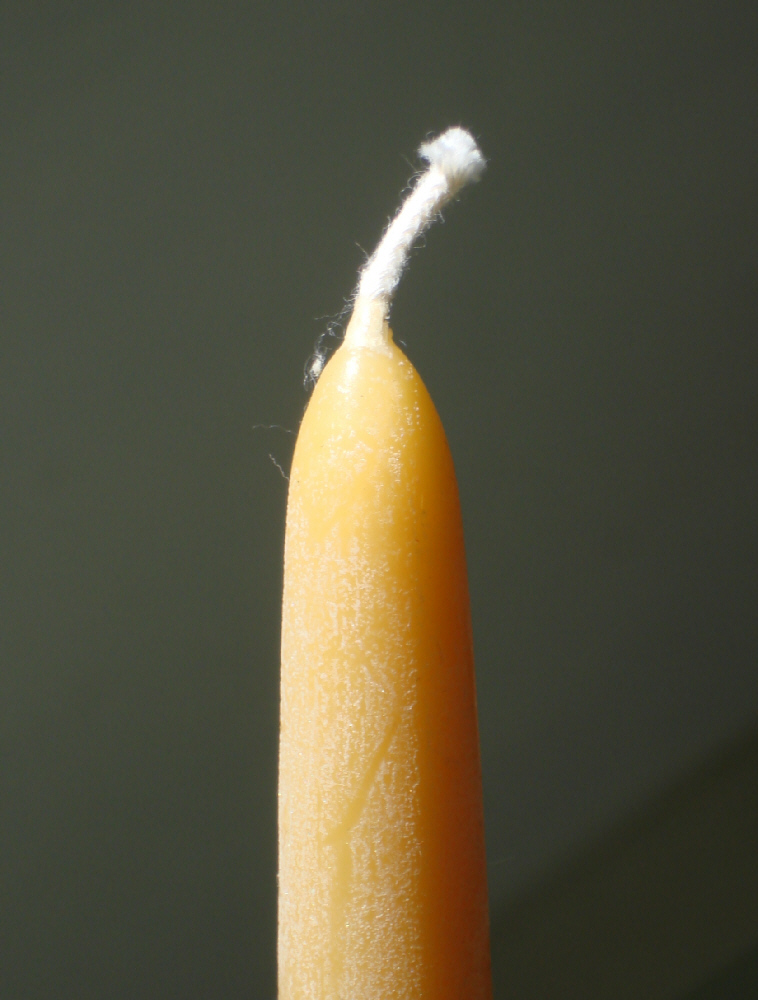
Knot w świecy

Knot – część świecy, znicza lub lampy spalającej paliwo ciekłe, takie jak olej bądź nafta, wyprowadzająca ciekłe (naturalne lub stopione) paliwo poza zbiornik dzięki wykorzystaniu zjawiska kapilarnego, by umożliwić lub ułatwić jego parowanie w wysokiej temperaturze płomienia. Materiałem faktycznie spalanym są wtedy opary paliwa.
Knot jest zazwyczaj wstępnie nasączony paliwem, by ułatwić jego zapalenie. Ponieważ spalanie się knota jest jedynie efektem ubocznym spalania paliwa właściwego, materiał knota zazwyczaj jest impregnowany substancjami zmniejszającymi jego palność.